# Malang Sarr
Malang Sarr (ur. 23 stycznia 1999 w Nicei) – francuski piłkarz pochodzenia senegalskiego grający na pozycji obrońcy we francuskim klubie RC Lens.

## Kariera klubowa
Jest wychowankiem OGC Nice, w którym rozpoczął treningi w wieku 5 lat. W pierwszej drużynie tego klubu zadebiutował 14 sierpnia 2016 w wygranym 1:0 meczu z Stade Rennais, w którym strzelił gola, którego zadedykował ofiarom zamachu w Nicei. Do pierwszego zespołu został włączony w listopadzie 2016.

## Kariera reprezentacyjna
Młodzieżowy reprezentant Francji w kadrach od U-16 do U-21.